# Paulo Lauro
Paulo Lauro (Descalvado, 19 de noviembre de 1907 - São Paulo, 5 de agosto de 1983) fue un abogado y político brasileño. Ocupó la alcaldía de São Paulo por casi un año entre 1947 y 1948 cuando renunció al cargo. Fue, además, diputado federal por Sao Paulo entre 1950 y 1958 y entre 1962 y 1965. Fue notable por ser la primera persona afro-brasileña en ocupar la alcaldía de la ciudad.
Estudio en la Facultad de Derecho de la Universidad de São Paulo, egresando en 1932. Fue cercano a Ademar de Barros y a fines de 1945 participó en la creación del Partido Republicano Progresista. Posteriormente, este partido se fusionó con otras fuerzas para dar lugar al Partido Social Progresista que Lauro dirigiría 16 años más tarde.